# Marcel Aregger
Marcel Aregger (Unterägeri, 28 de agosto de 1990) es un ciclista retirado suizo. Debutó en 2010 con el equipo Price-Custom Bikes y desde la temporada 2013 hasta 2016 corrió con el equipo IAM Cycling.

## Palmarés
2012
- Giro del Mendrisiotto

## Resultados en Grandes Vueltas
| Carrera | Carrera         | 2010 | 2011 | 2012 | 2013 | 2014  | 2015  | 2016 |
| ------- | --------------- | ---- | ---- | ---- | ---- | ----- | ----- | ---- |
|         | Giro de Italia  | —    | —    | —    | —    | —     | —     | —    |
|         | Tour de Francia | —    | —    | —    | —    | —     | —     | —    |
|         | Vuelta a España | —    | —    | —    | —    | 117.º | 106.º | —    |

—: no participa

Ab.: abandono